# Вільне (Івано-Франківський район)
Ві́льне — село в Україні, у Тлумацькій міській громаді Івано-Франківського району Івано-Франківської області.

## Географія
Населення становить 89 осіб (станом на 2001 рік). Село розташоване на сході Івано-Франківського району, за 13,7 км від центру громади.
Село Вільне лежить за 13,7 км на північний схід від центру громади, фізична відстань до Києва — 403,8 км.
| Клімат Вільного         | Клімат Вільного | Клімат Вільного | Клімат Вільного | Клімат Вільного | Клімат Вільного | Клімат Вільного | Клімат Вільного | Клімат Вільного | Клімат Вільного | Клімат Вільного | Клімат Вільного | Клімат Вільного | Клімат Вільного |
| Показник                | Січ.            | Лют.            | Бер.            | Квіт.           | Трав.           | Черв.           | Лип.            | Серп.           | Вер.            | Жовт.           | Лист.           | Груд.           | Рік             |
| Середній максимум, °C   | −1,1            | 0,5             | 5,5             | 13,4            | 19,2            | 22,3            | 23,6            | 23,1            | 18,9            | 13,1            | 6,0             | 1,0             | 12,1            |
| Середня температура, °C | −4,4            | −2,7            | 1,6             | 8,3             | 13,7            | 17,0            | 18,3            | 17,7            | 13,7            | 8,4             | 2,9             | −1,7            | 7,7             |
| Середній мінімум, °C    | −7,6            | −5,8            | −2,2            | 3,3             | 8,3             | 11,7            | 13,0            | 12,3            | 8,6             | 3,8             | −0,1            | −4,3            | 3,4             |
| Норма опадів, мм        | 32              | 31              | 33              | 53              | 81              | 97              | 99              | 72              | 55              | 38              | 37              | 39              | 667             |
| ----------------------- | --------------- | --------------- | --------------- | --------------- | --------------- | --------------- | --------------- | --------------- | --------------- | --------------- | --------------- | --------------- | --------------- |
| Джерело:                |                 |                 |                 |                 |                 |                 |                 |                 |                 |                 |                 |                 |                 |

## Історія
За СРСР хутір Панський перейменований на село Вільне.
12 червня 2020 року, відповідно до Розпорядження Кабінету Міністрів України  № 714-р «Про визначення адміністративних центрів та затвердження територій територіальних громад Івано-Франківської області», увійшло до складу Тлумацької міської громади.
17 липня 2020 року, в результаті адміністративно-територіальної реформи та ліквідації Тлумацького району, село увійшло до складу новоутвореного Івано-Франківського району.

## Населення
Станом на 1989 рік у селі проживали 85 осіб, серед них — 36 чоловіків і 49 жінок.
За даними перепису населення 2001 року у селі проживали 89 осіб. Рідною мовою назвали:
| Мова       | Кількість осіб | Відсоток |
| ---------- | -------------- | -------- |
| українська | 89             | 100,00%  |

## Політика
Голова сільської ради — Домин Ольга Михайлівна, 1958 року народження, вперше обрана у 2006 році. Інтереси громади представляють 16 депутатів сільської ради:
| Партія                      | Кількість депутатів | Відсоток |
| --------------------------- | ------------------- | -------- |
| самовисування               | 13                  | 81,25%   |
| «Наша Україна»              | 2                   | 12,50%   |
| Народно-демократична партія | 1                   | 6,25%    |